# Diga del Vajont
La diga del Vajont (pronuncia: Vaiònt, /vaˈjɔnt/) è una diga italiana, situata in Erto e Casso, nella provincia di Pordenone, lungo il corso del torrente Vajont.
Progettata dal 1926 al 1959 dall'ingegnere Carlo Semenza, con inizio degli scavi d'imposta nel 1957 e costruita tra il 1958 e il 1960, lega il suo nome al disastro del Vajont, avvenuto la sera del 9 ottobre 1963. Da allora non è stata più utilizzata per la produzione di energia elettrica.

## Descrizione

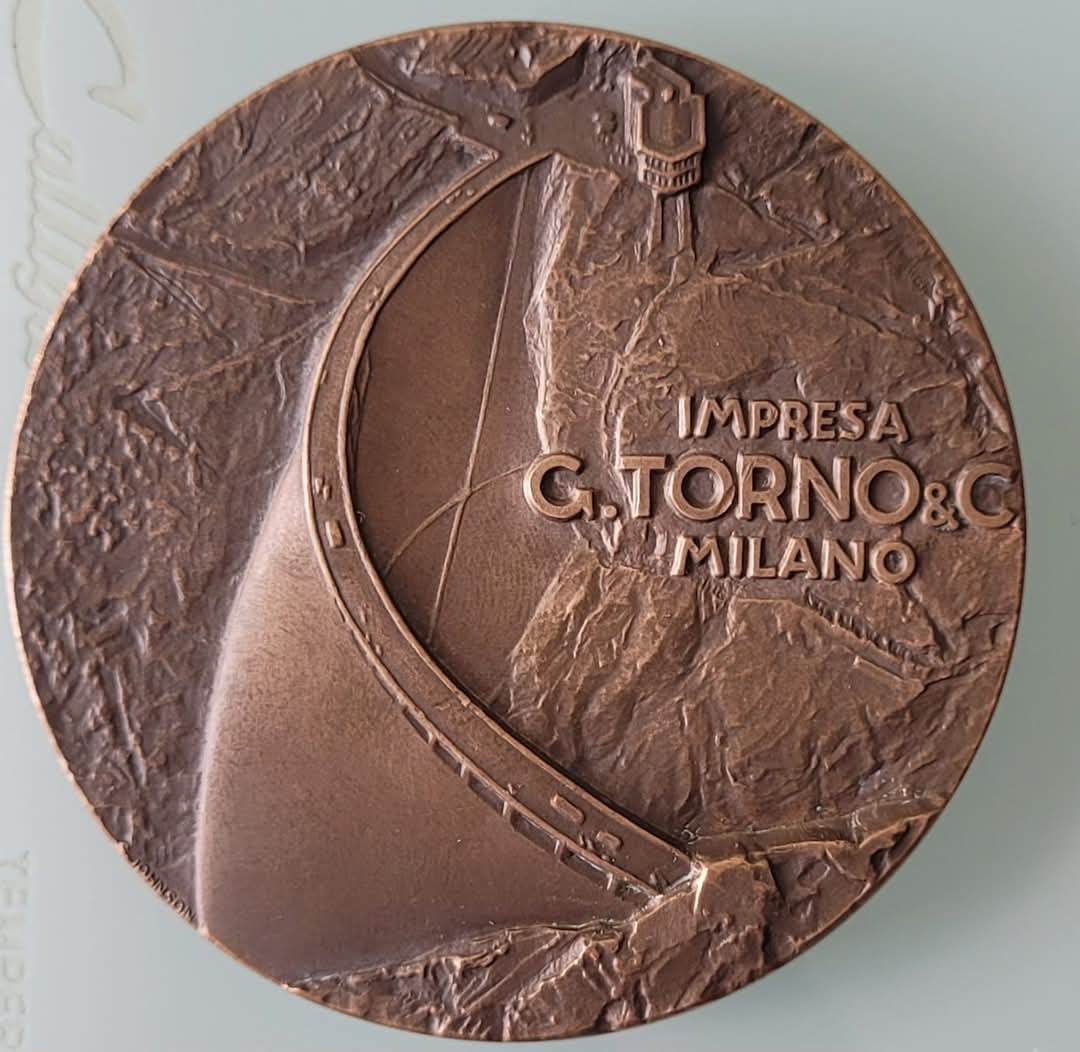
Medaglia celebrativa costruzione diga del Vajont

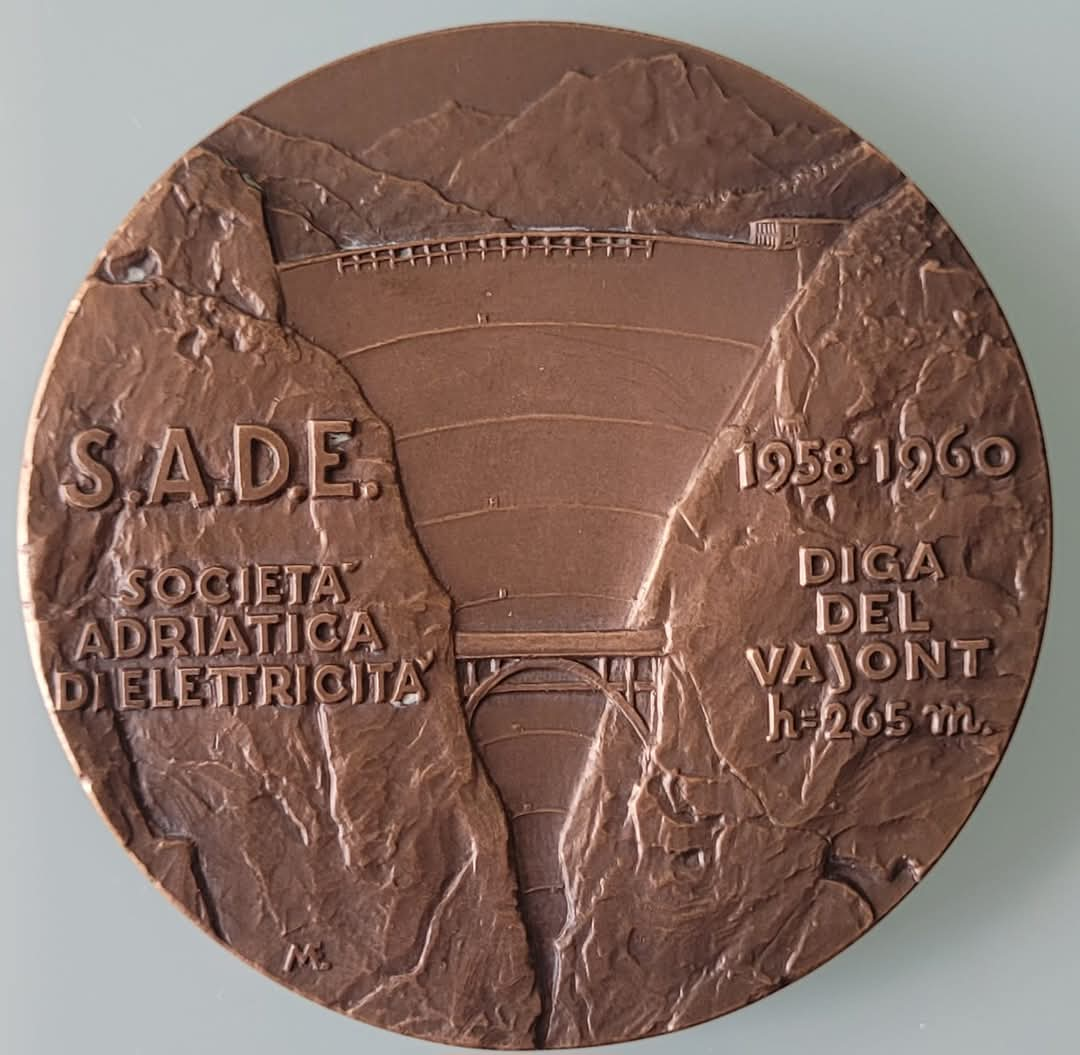
Medaglia celebrativa della costruzione della diga del Vajont

Di tipo a doppio arco, costruita dall'impresa G.Torno & C. S.p.A. di Castano Primo (MI), lo sbarramento è alto 261,60 m e nel 2021, a oltre 60 anni dalla costruzione, è ancora l'ottava diga più alta del mondo (la sesta ad arco), con un volume di 360000 m³ e con un bacino di 168,715 milioni di metri cubi. All'epoca della sua costruzione (1957-1960) era la diga più alta al mondo. Fu superata dalla Grande Dixence nel 1961.
Lo scopo della diga era di fungere da serbatoio idrico di regolazione stagionale per le acque del fiume Piave, del torrente Maè e del torrente Boite, che precedentemente andavano direttamente al bacino della Val Gallina, che alimentava la grande centrale di Soverzene. Le acque, sottratte al loro corso naturale, venivano così incanalate dalla diga di Pieve di Cadore (fiume Piave), da quella di Pontesei (torrente Maè) e da quella di Valle di Cadore (torrente Boite) al bacino del Vajont tramite chilometri di tubazioni in cemento armato vibrato e spettacolari ponti-tubo.
In questo sistema di "vasi comunicanti", le differenze di quota tra bacino e bacino venivano usate per produrre energia tramite piccole centrali idroelettriche, come quella del Colombèr, ricavata in caverna ai piedi della diga del Vajont, e quella della Gardona, nei pressi di Castellavazzo (proveniente dal bacino di Pontesei, in Val di Zoldo). Le acque scaricate dalla centrale di Soverzene venivano poi condotte, in parte al Piave, e il restante tramite un canale artificiale, al lago di Santa Croce, quindi alle centrali del Fadalto, nella Val Lapisina e alle tre finali: nei comuni di Cappella Maggiore, Caneva e Sacile.
Il sistema, noto come "Grande Vajont", era concepito per sfruttare al massimo tutte le acque e i salti disponibili del fiume Piave e dei suoi affluenti, di cui il bacino del Vajont era il cuore. Esso venne presto compromesso prima dalla frana del lago di Pontesei e poi dalla frana che causò il disastro. Il bacino della diga viene mantenuto quasi completamente vuoto per motivi di sicurezza.

## Prodromi del progetto
La strutturale carenza italiana di materie prime come il carbone per il proprio fabbisogno energetico aveva portato il paese a diversificare le proprie fonti di approvvigionamento, specializzandosi in una politica energetica che portò allo sfruttamento di valli e corsi d'acqua montani, dove vennero realizzate numerose centrali idroelettriche che avrebbero prodotto la maggior parte dell'energia elettrica nell'Italia del Nord, fondamentale per lo sviluppo industriale del Paese. Questa politica, che non considerava appieno le interazioni uomo-ambiente e le necessità di rispetto dell'ambiente, risultava essere una soluzione quasi obbligata.
L'idea di sfruttare come bacino idroelettrico la valle del fiume Vajont tramite una diga venne concretizzata dalla Società Idroelettrica Veneta, poi assorbita dalla SADE (Società Adriatica Di Elettricità), particolarmente attiva alla fine del XIX e nella prima metà del XX secolo nella produzione e distribuzione elettrica nel nord-est italiano (prima della nazionalizzazione del settore elettrico dell'intera Italia attuata attraverso la nascita di un "Ente Nazionale per l'Energia Elettrica", l'Enel).
In questo contesto, la prima ipotesi di un progetto di massima per lo sfruttamento delle acque del torrente Vajont venne redatta dall'ingegnere Carlo Semenza nel 1926. La diga era prevista alla stretta del ponte di Casso (un tempo esistente a est dell'attuale zona artigianale ai piedi del bivio per Casso) e prevedeva una centrale a Dogna. La scelta era figlia di una raccomandazione del Prof. Hug, che aveva sconsigliato l'alternativa più a valle, all'altezza del ponte del Colomber (dove il manufatto venne in seguito effettivamente costruito).
Nel 1929 venne presentata la domanda di concessione per la realizzazione di un progetto di diga al ponte di Casso (massimo invaso a quota 656 m s.l.m.) con allegata la relazione di Hug del 1926. Gli studi geologici sulla valle interessata dal nuovo invaso proseguirono e nel 1930 il geologo Giorgio Dal Piaz presentò una relazione inerente all'assenza di franamenti importanti lungo le sponde del bacino tra la zona di Pineda (a est) e il ponte di Casso (a ovest).
Nel 1937 venne presentato un nuovo progetto, con spostamento della diga più a ovest presso il ponte del Colomber all'altezza del punto in cui la strada che da Longarone saliva a Erto valicava la forra sul torrente Vajont passando dalla sponda sinistra a quella destra della valle. Il massimo invaso era previsto a quota 660 m s.l.m.; a esso era allegata una relazione geologica a firma di Dal Piaz, sostanzialmente combaciante con quella del 1930, che estendeva la validità delle sue affermazioni fino alla nuova posizione della diga. Va sottolineato tuttavia che in una sua precedente relazione del 1928 Dal Piaz si era sempre opposto allo sbarramento della valle presso il ponte di Casso, in quanto riteneva la roccia di imposta della diga in quel punto poco adatta, per cui il manufatto non avrebbe potuto essere più alto di cinquanta metri dalla base del torrente.

## Il progetto del "Grande Vajont"
L'idea di mutare in parte il progetto originario formulando l'ipotesi di un unico impianto integrato con gli altri delle valli circostanti viene attribuita a Carlo Semenza, che la formulò la prima volta nel 1929. Il progetto viene normalmente identificato con il nome "Grande Vajont".
Lo scopo del progetto era quello di creare in mezzo ai monti dolomitici una grossa riserva di acqua (serbatoio di regolazione pluristagionale) che permettesse di sfruttare l'energia potenziale (perché le dighe consentono di utilizzare l'acqua come fluido di lavoro), sotto forma di potenza idrica, per portare energia elettrica a Venezia e a tutto il Triveneto anche nei periodi di secca dei fiumi, in particolare del fiume Piave. L'invaso venne creato per accumulare le acque del Piave dopo il loro passaggio nella diga di Pieve di Cadore, dalla quale l'acqua giungeva nel serbatoio del Vajont tramite tubazioni con dislivello minimo, quindi minor perdita di energia potenziale. A questo sistema si aggiungevano, tramite condotte e ponti-tubo, anche i laghi di Vodo e Valle di Cadore (sul torrente Boite), di Pontesei (sul torrente Maè) e della Val Gallina (bacino di carico della centrale di Soverzene).
Era stato dunque concepito un grande sistema di vasi comunicanti, con piccoli dislivelli tra di loro, sfruttati da piccole centrali (Pontesei, Colomber per il Vajont e Gardona) e tutti confluenti nella centrale principale di Soverzene (da 220 MW, al suo tempo la più grande d'Europa). La profonda gola del torrente Vajont, che nasce dalle Prealpi Carniche e sfocia nel fiume Piave costeggiando il Monte Toc, tra la provincia di Belluno e la provincia di Pordenone, istituita successivamente (nel 1968), sembrava essere il luogo più adatto alla costruzione della diga a doppio arco che risultò essere la più alta del mondo.
La domanda per una diga nella valle del Vajont alta fino a quota 667 m s.l.m. e sbarramento presso il Colomber fu presentata nel 1940. Vi era allegata una relazione di Dal Piaz identica a quella del 1937.
Al termine della seconda guerra mondiale, i progetti sul Vajont vennero ripresi. La concessione definitiva venne accordata con D.P.R. nr. 729 del 21 marzo 1948; il progetto iniziale prevedeva una diga a doppio arco alta 202 m con un invaso di 58,2 milioni di metri cubi. Sempre nel 1948, cominciò a svilupparsi l'idea di poter innalzare il coronamento della diga fino a 679 m s.l.m. appieno le caratteristiche geologiche del calcare del Vajont, che caratterizzava il punto di innesto della diga nei fianchi della valle.

## La strada per Longarone e la Valcellina
Nel 1911 fu realizzata la strada per Erto, e la Valcellina. I lavori furono progettati, dall'ingegnere Rebonato, dell'impresa Rebonato-Toffanin di Vicenza, e dal Ten. Col. Agostino Parisio, del Genio Militare ufficio fortificazioni di Belluno. Iniziati i lavori nel maggio 1911, furono portati a termine il 31 dicembre 1912. Fu realizzato il ponte più alto d'Italia in cemento armato, nella località Colomber, su un abisso di 138 metri. La strada superava il torrente Vajont al ponte "delle Roste" vicino al Piave, di fronte a Longarone, e dal paese di Dogna entrava in sponda sinistra, nella stretta forra del Vajont. Nella gola attraversava due brevi gallerie, denominate "del castello" e "delle Calade". Nella località Colomber, dove fu costruita una chiesetta dedicata a S. Antonio e un albergo, superava il torrente su un ponte. Giunta in sponda destra, con una serie di ponticelli, un'altra galleria e dei tornanti, saliva fino alla quota del paese di Erto.
Nel novembre 1917, durante la "grande guerra", la strada diventò famosa per l'attraversamento delle truppe austro-tedesche del tenente Erwin Rommel, nella Battaglia di Longarone.
Ricostruito il ponte del Colomber che era stato fatto saltare da Rommel nel 1917, la strada fu ancora una vittima durante la seconda guerra mondiale. Dei reparti partigiani, nel settembre del 1944, fecero infatti saltare il ponte per impedire l'ingresso tedesco in valle. Il 9 ottobre, nella valle del Vajont, iniziò un fortissimo bombardamento per sette giorni e sette notti con granate da 149. La popolazione fuggiva, lasciando sul posto i sacerdoti di Erto e Casso. Il 16 ottobre, nella tarda mattinata, truppe tedesche distruggevano e incendiavano tutti i casolari sul monte Toc appartenenti agli abitanti di Casso. Il comandante tedesco, dopo l'occupazione, diede l'ordine di incendiare anche il paese di Erto. Il parroco Don Giusto Pancino si interpose affinché il paese venisse risparmiato. Si venne a un accordo; ricostruire il ponte del "Colomber" entro 48 ore.
La popolazione su richiamo del parroco, in sole 17 ore lanciò un ponte ex-novo su progetto di Don Giusto, con tavolame di legno e con 14 cordate d'acciaio, a fianco di quello distrutto, talmente resistente da permettere il passaggio dei mezzi pesanti. Erto era salva.
Nel 1945-46 l'esercito britannico sostituì il ponte del 1944 con uno di tipo Bailey. Questo rimase fino al 1960, anno in cui venne smantellato dalla SADE.

## La costruzione del ponte-canale
Nel 1948 fu costruito un ponte ad arco in calcestruzzo armato che permetteva alla condotta in pressione, proveniente dal serbatoio di Pieve di Cadore, di attraversare la forra del Vajont andando ad alimentare il serbatoio di Val Gallina e la centrale idroelettrica di Soverzene. Questo ponte-tubo entrerà in servizio nel 1951 assieme alla centrale di Soverzene.
Aveva una luce di 58 metri, alto 31, ed era posto a circa 130 metri dal fondo della gola. Il tubo era anch'esso in calcestruzzo armato dal diametro interno di 4 metri, e uno spessore di 48 cm. Progettato dall'ingegnere Prearo, venne costruito dall'impresa Tissi & C.
L'opera di costruzione del ponte fu particolarmente complessa, a causa della stretta e profonda forra. La centina per il sostegno delle armature dei getti di calcestruzzo, studiata e realizzata dall'impresa Pasqualin, venne messa in opera completamente su funi d'acciaio.

## Il nuovo ponte stradale sul torrente Vajont, e la variante stradale
Negli anni 1955-1956 venne realizzata la nuova strada di collegamento verso Erto e la Valcellina, visto che la precedente realizzata nel 1911 sarebbe risultata sommersa dal lago, e quindi sarebbe rimasta in funzione solo fino a 400 metri prima della diga, dando accesso al ponte-tubo e alla nuova centrale del Colomber. Inoltre la vecchia strada era insufficiente a supportare il traffico dei mezzi di cantiere necessari alla costruzione della diga.
La vecchia strada fu così interessata da una variante di circa 6 km, con l'attraversamento nella gola del Vajont tramite un ardito ponte in cemento armato, a circa 120 metri d'altezza, 400 metri prima di arrivare alla diga.
Il ponte fu costruito dalla impresa S.A.C.A.I.M di Venezia, su progetto dell'ingegnere Carlo Pradella. Il ponte venne costruito con due semiarchi costruiti in verticale, nei versanti della forra.
Pesanti 118 tonnellate ciascuno, furono poi fatti ruotare sui perni delle cerniere, verso valle tramite delle corde d'acciaio fino ad unirsi. Una volta completato il varo, la fase di fissaggio delle due semi-arcate non terminò con l'accostamento dei due verticil si resero infatti necessari altri importanti accorgimenti. Infatti, tra le due arcate era stato gettato in chiave un blocco di fissaggio in cemento alluminoso di 30x30x18 cm che serviva a sopportare la compressione che corrispondeva alla spinta delle arcate e delle traverse, in attesa della maturazione del getto definitivo. Il blocco di fissaggio doveva impedire inoltre l'oscillazione dei semiarchi fino alla definitiva saldatura degli stessi.
Il varo dei due semiarchi avvenne il 30 settembre 1956. Terminata questa fase, la struttura ad arco-trave doveva essere completata dall'inserimento di pilastrini che avrebbero sorretto l'impalcato del piano stradale. Questi pilastrini erano a sezione tonda, con diametro di 40 cm ed un'altezza che variava in rapporto alla loro posizione. I pilastrini più lontani dalla chiave erano rafforzati da una travatura che li vincolava tra loro.
L'impalcato era costituito da piastre di 5 × 4,90 m con spessore di 18 cm e da travi longitudinali e trasversali che si auto scaricavano direttamente sui pilastrini.
Due mesi dopo, nel novembre 1956, avvenne il collaudo. Il ponte era lungo 70 metri, largo 6,50 metri e con una luce di 55,2 metri, una sede stradale dalla pendenza del 2,5%. Qui la strada, superato il ponte in sponda destra con una serie di brevi gallerie, un tornante, e un'altra serie di gallerie, con dei finestroni aperti sulla forra, giungeva all'innesto con l'ingresso della strada carrabile sul coronamento della diga. Proseguendo verso Erto, dopo aver attraversato altre due gallerie, la strada si congiungeva alla originaria, che saliva dal Colomber. Realizzata la variante stradale con il nuovo ponte, fu possibile installare il cantiere per la costruzione della diga.

## I lavori della diga

Da sinistra, Vittorio Cini, Carlo Semenza, Mario Mainardis ed Antonio Rossi alla chiesetta di S. Antonio al Colomber il 23 luglio 1953.

1959. Il Geologo Giorgio Dal Piaz al cantiere diga del Vajont. Foto ditta Torno S.p.A.

Dopo la seconda guerra mondiale il progetto Vajont, fortemente voluto dalla SADE, azienda elettrica privata di proprietà del conte Giuseppe Volpi di Misurata, già presidente della confederazione degli industriali e ministro delle finanze sotto il fascismo, inizia a prendere forma e viene presentato per l'approvazione del genio civile.
I controlli geologici iniziarono nel 1949, e con essi i primi atti di protesta delle amministrazioni coinvolte dal progetto: la costruzione della diga avrebbe portato gli abitanti dei paesi di Erto e Casso all'abbandono forzato di abitazioni e di terreni produttivi.
Nonostante le proteste degli abitanti della valle e i forti dubbi degli organi preposti al controllo del progetto, a metà degli anni cinquanta iniziarono i primi espropri fondiari e la preparazione del cantiere: i lavori per la costruzione della diga iniziarono nel 1956, senza l'effettiva autorizzazione ministeriale.
Il progetto ottenne la completa approvazione ministeriale il 17 luglio 1957.
In seguito il progetto fu modificato: la diga avrebbe raggiunto l'altezza di 261,60 m, 60 metri in più rispetto al progetto originario, con un invaso utile di 150 milioni di metri cubi (il progetto originario ne prevedeva invece 58). L'invaso della diga fu a tutti gli effetti maggiore di quanto mai previsto.
Il costo della costruzione della diga fu sostenuto grazie anche a un contributo del 45% delle spese, erogato all'epoca della progettazione, dal governo.

## Descrizione della diga
La diga è una struttura in calcestruzzo ad arco a doppia curvatura, o «a cupola», lievemente asimmetrica.
La «cupola» propriamente detta poggia su un «pulvino» di fondazione in calcestruzzo, gettato lungo tutta l'imposta. Un giunto perimetrale continuo (e definitivo) è pertanto realizzato lungo l'imposta stessa. Altri due tipi di giunti sono realizzati nella struttura: una serie di giunti di lavoro, temporanei, subverticali in ragione di uno ogni 12 m; tre giunti sub-orizzontali a diverse quote, permanenti, per suddividere la cupola in quattro parti.
- Altezza: 261,60 m
- Quota alla base: 463,90 m s.l.m.
- Quota del piano stradale: 725,5 m s.l.m.
- Spessore alla base: 22,11 m
- Spessore in sommità: 2,92 m

### Gli scavi
Gli scavi furono effettuati quasi completamente nell'estate del 1957 e nel 1958 fino al mese di agosto.
Il volume totale degli scavi fu di circa 400000 m³. Il materiale che cadeva sulla fondazione della diga (smarino) veniva trasportato con autocarri, ed attraverso una apposita galleria veniva depositato in una discarica creata lungo il letto del torrente. Tutto il materiale scavato disposto a valle della diga, veniva trattenuto da una briglia alta 22 m costruita allo sbocco del torrente Vajont, nel Piave.
Impresa esecutrici dei lavori: ditte De Pra di Belluno, e Monti di Auronzo di Cadore.

### Calcestruzzo
I getti, cominciati nell'agosto del 1958, alla fine della stagione lavorativa del 1959 avevano raggiunto 298000 m³, mentre vennero ultimati nel settembre 1960.
Il calcestruzzo era preparato con 250 kg di cemento ferrico pozzolanico fornito dalla cementeria dell'Italcementi di Vittorio Veneto dalle seguenti caratteristiche: 160 kg di clinker e 90 kg di pozzolana; il calore di idratazione a 28 giorni è 60 cal/gr; il contenuto alluminato tricalcico del clinker è nullo; il contenuto di silicato tricalcico ca. 55%. La resistenza a compressione del calcestruzzo a 90 giorni era in media di 420 kg/cm².
Fino alla quota di 671,50 m s.l.m., il calcestruzzo venne disposto in strati da 60 cm per un'altezza di 2,40 m ogni 72 ore.
Ciascuna ripresa venne resa scabra mediante doppio «lavaggio» con aria ed acqua in pressione e fu munita di cordolo in materiale plastico a 20 cm dal paramento a monte. Prima dell'inizio del getto venne posto in opera uno strato di 1-2 cm di malta. Dalla quota 671,50, e cioè per gli ultimi 50 m di diga, si eseguivano tre strati da 50 cm nelle 72 ore, in modo da ridurre e la velocità del calcestruzzo il ritmo di getto in relazione agli strapiombi verso valle della diga, data la doppia curvatura. Il calcestruzzo, trasportato sui conci con benne da 4 m³, era spianato con un piccolo trattore cingolato, e costipato con vibratori a siluro, dalla lunghezza 90 cm, diametro 125 mm. Attraverso delle serpentine disposte ogni 2,40 m, impiegando l'acqua del serbatoio dei Pieve di Cadore, il calcestruzzo era raffreddato fino ad uno spessore della diga di 12,50 m, corrispondente all'altezza di 156,1 metri (quota 620). Al di sopra di questo livello, il raffreddamento era naturale, anche se molto lento.
La ghiaia e sabbia, si estraevano da una cava sulla sponda del Piave, con elementi compresi fra 0,06, e 100 mm suddivisi in 6 classi (2 classi di sabbia lavata, 4 tipi di ghiaia). Un'ardita funivia, lunga 1200 m e con un dislivello di circa 340 m, trasportava gli aggregati in sponda destra, nell'impianto di betonaggio.
Impresa esecutrice dei lavori di getto del calcestruzzo: Giuseppe Torno & C. S.p.A di Milano.

### I giunti
I giunti realizzati sono di tre tipi:
- giunto perimetrale: corre dalla sommità alla fondazione lungo tutto il pulvino;
- giunti di lavoro (temporanei): sono subverticali, mediamente uno ogni 12 metri;
- giunti suborizzontali: per dividere la struttura in 4 parti, e dove necessario, in corrispondenza all'origine di nuovi giunti verticali;
- giunti di lavoro: nascono sempre da un cunicolo orizzontale in modo da evitare il prolungarsi della fessura nella zona sottostante; a questo scopo sono anche disposte speciali armature metalliche. Il cunicolo veniva poi chiuso verso monte con apposito tampone prefabbricato. I dispositivi di tenuta dei giunti, erano costituiti da un nastro di resina sintetica situato a 40 o 21 centimetri (a seconda della quota) dal paramento di monte e da un lamierino di rame a 20 cm dal precedente. I giunti erano chiusi verso valle con cordoli di materiale plastico aventi lo scopo di contenere la boiacca delle iniezioni.

### Impermeabilizzazione
L'insieme dei lavori di iniezioni, comprendeva uno schermo impermeabilizzante profondo 85 m sotto al piano di fondazione e largo da 150 m alla base a 60 m in sommità, lungo le due sponde con una superficie totale di 80000 m².
Inoltre un complesso di iniezioni di consolidamento e di cucitura lungo le due imposte per una profondità da 15 a 30 m. Ogni 5 m di altezza veniva determinata, con metodo geosismico, la velocità di propagazione delle onde elastiche, prima e dopo le iniezioni di consolidamento. La miscela normalmente usata era costituita da 50 kg di cemento, 1 kg di bentonite e 100 litri d'acqua. Impresa esecutrice dei lavori: Consonda-Icos di Milano.

### Strumentazione di controllo
Nella diga era installata una complessa rete di controllo e di misura, comprendente circa 350 tra strumenti e punti di misura, costituita dai seguenti strumenti, parte installati nella diga, in parte nella roccia:
- 14 termometri
- 149 termoestensimetri
- 22 termopressiometri
- 65 termodilatometri
- 8 termoestensimetri premontati su blocchi di calcestruzzo
- 2 termopressiometri premontati su blocchi di calcestruzzo
- 5 sezioni clinografiche (sulla sezione maestra)
- 1 pendolo nella diga (nella sezione maestra)
- 1 pendolo in roccia (nel pozzo montacarichi, sponda sinistra)
- 4 stazioni clinografiche in roccia in sponda sinistra e destra
- una stazione sismica con sismografi ad amplificazione elettromagnetica "Ghirlanda" in sponda sinistra presso la cabina comandi centralizzati
- 26 estensimetri a lunga base in roccia, oltre a una rete di triangolazione, di livellazione e di misura con collimatori

## La gestione e il controllo degli impianti idroelettrici del Piave

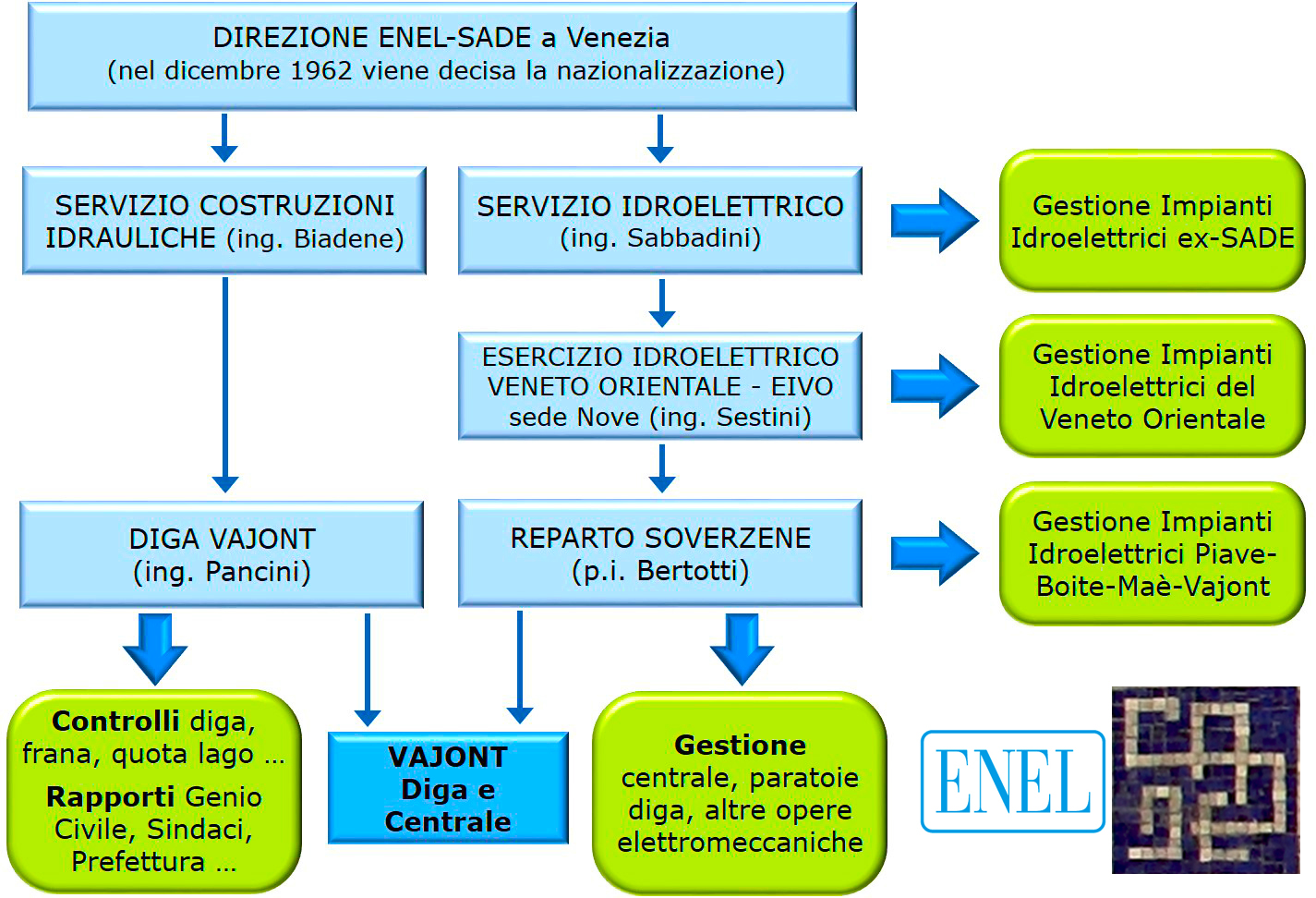
Linee di gestione e di controllo dell'impianto del Vajont, nell'ottobre 1963.

Il controllo dell'impianto del Vajont, che era inserito nel complesso sistema degli impianti del Piave, era affidato a due "servizi"; ciascuno di questi, che con proprio personale e strutture operative aveva compiti e responsabilità distinte, faceva riferimento alla rispettiva direzione di Venezia. (Vedi schema)
- Il Servizio Costruzioni Idrauliche (S.C.I.). Il compito del SCI era quello di progettare e costruire gli impianti idroelettrici: dighe, condotte, centrali e altre opere annesse. Direttore del SCI era l'ingegnere Carlo Semenza e come vice l'ingegnere Alberico Biadene il quale, dopo la morte di Semenza (30 ottobre 1961), ne diventerà il direttore.
- Il Servizio Idroelettrico (S.I.). Il compito del SI, diretto dall'ingegnere Quirino Sabbadini, era la gestione operativa dei vari impianti idroelettrici dislocati in quasi tutto il Triveneto.

Gli impianti del Piave appartenevano all'Esercizio Idroelettrico Veneto Orientale (E.I.V.O.), una struttura con sede a Nove di Vittorio Veneto (TV) diretta dall'Ing. Oreste Sestini che, per la loro gestione si avvaleva del Reparto Operativo di Soverzene diretto dal p.i. Armando Bertotti.
Quando le opere dell'impianto del Vajont erano oramai completate, solo una sua parte era passata come gestione al SI perché l'impianto ancora in fase di collaudo. La gestione era quindi affidata al Reparto di Soverzene, dove si trova l'omonima centrale idroelettrica, mentre il resto era rimasto sotto la responsabilità del SCI il cui personale, diretto dall'ingegnere Mario Pancini era composto quasi tutto da periti edili e da geometri. Fra questi ultimi c'era Giancarlo Rittmeyer che, qualche settimana prima della tragedia era stato provvisoriamente rimandato al Vajont per contribuire a seguire l'evolversi della frana.
Le decisioni che riguardavano le variazioni del livello dell'acqua nel serbatoio venivano prese dalla direzione del SCI (Biadene) e trasmesse per via gerarchica con lettera o con fonogramma al Reparto di Soverzene, perché provvedesse a eseguirle. Questo veniva fatto regolando sia l'acqua in entrata nel lago (a eccezione della naturale proveniente dal torrente Vajont e dal suo bacino imbrifero, che era variabile in funzione della stagione e non regolabile) sia quella in uscita verso la centrale di Soverzene o attraverso i vari scarichi della diga.

## Disastro del Vajont
Il disastro del Vajont si verificò il 9 ottobre 1963 alle ore 22:39, quando una frana si staccò dal monte Toc scendendo alla velocità di 100 chilometri orari e precipitò nel bacino provocando un'onda che superò la diga e distrusse il paese di Longarone causando 2 000 vittime. La variazione della pressione dell'acqua sul versante del monte Toc fu la causa del disastro.
La diga resse all'impatto e alle sollecitazioni che furono quasi dieci volte superiori a quelle prevedibili durante il normale esercizio, dimostrazione quindi della professionalità di chi aveva progettato e realizzato l'opera. Grazie al lavoro svolto dall'ISMES (Istituto Sperimentale Modelli e Strutture) di Bergamo, su un modello alto 7,6 metri in scala 1:35 con 176 martinetti idraulici, si simulava la spinta idrostatica dell'acqua nella diga e sulle imposte. I risultati delle varie prove permisero di verificare per simulazione, in modo preciso, la resistenza della diga a vari sforzi di sollecitazione, fino alla rottura del modello. Tuttavia l'onda provocata dalla frana la scavalcò riversandosi nella valle del Piave.
Anche se la diga non crollò, riportò alcuni danni nella parte superiore; la violenza dell'acqua strappò via il ponte carrabile soprastante gli scivoli delle sedici luci sfioranti. Furono inoltre spazzate via la passerella sospesa di servizio, la palazzina a due piani dei comandi centralizzati, la stazione di trasformazione della sottostante centrale idroelettrica del Colomber, i numerosi camminamenti posti sul paramento di valle della diga, la casa del guardiano, le ultime baracche del cantiere, il palazzo degli uffici, oltreché il ponte canale, e il ponte stradale posti poco più a valle.
Le cause della tragedia, dopo numerosi dibattiti e processi, furono ricondotte ai progettisti e dirigenti della SADE, ente gestore dell'opera fino alla nazionalizzazione, i quali occultarono la non idoneità dei versanti del bacino, a rischio idrogeologico.

## La diga e il contesto attuale

La diga, oggi vista dal belvedere sulla strada S.R 251. A valle della diga, il ponte canale ricostruito nel 1964, in sostituzione del precedente in calcestruzzo distrutto dall'onda. Il suddetto ponte canale verrà dismesso nel 1981. In basso a sinistra, la cascata d'uscita del torrente Vajont che aggira la frana. In basso a destra: si intravede la vecchia strada carrozzabile, usata dopo la costruzione della diga, per l'ingresso alla centrale del Colomber posta in caverna, e lo scarico di mezzofondo, ripristinato come drenaggio per la falda acquifera della frana.

Interno della cabina comandi centralizzati della diga del Vajont. Dietro la vetrata si scorgono le baracche del cantiere in via di smantellamento, il coronamento della diga, con la strada carrozzabile, e le luci sfioranti del massimo invaso.

All'inizio del XXI secolo è avvenuta una ripresa di interesse verso la diga e la tragedia del Vajont e si sono fatte frequenti le visite guidate da parte di specialisti interessati agli aspetti scientifici della diga, ma anche di gente comune.
L'Enel, proprietaria delle strutture e dei terreni, ha aperto al pubblico nell'estate 2002 la prima parte del coronamento sopra la diga, affidando ad alcune associazioni del territorio, tra cui l'Associazione Pro Loco di Longarone, il compito di gestire le visite guidate.
Sabato 11 agosto 2007 è stato aperto al pubblico il coronamento della diga. La gestione è affidata al Parco naturale delle Dolomiti Friulane. I turisti possono ora accedere all'intero percorso del coronamento nelle giornate di apertura al pubblico come precisato nel calendario annuale. Non si possono ancora perlustrare, invece, le gallerie interne alla montagna, anche se dal settembre 2006 è stata ideata una manifestazione podistica non competitiva, con cadenza annuale, denominata "I Percorsi della Memoria", che permette al pubblico partecipante di attraversare anche le strutture all'interno della montagna.
Per il 2013, in occasione del cinquantesimo anniversario del disastro, la regione Veneto ha stanziato un milione di euro per la messa in sicurezza e il recupero delle gallerie interne alla montagna, dette "strada del Colomber" (la vecchia statale 251). Nel 2014 il finanziamento è stato riassegnato dalla giunta regionale per la realizzazione del nuovo Centro Sanitario di Longarone, nell'ambito della fusione tra gli ex comuni di Longarone e Castellavazzo.

## I cortometraggi
Negli anni di costruzione della diga vennero realizzati dalla Sade a scopo di propaganda, due cortometraggi a colori sulla costruzione della diga, dal titolo Uomini sul Vajont e H MAX 261,6 M. Regia di Luciano Ricci, prodotti dalla UniEuropa Film.
- Uomini sul Vajont è un cortometraggio che mette in luce la dimensione umana degli operai che stanno lavorando alla costruzione della diga.
- H MAX 261,6 M (altezza massima 261,6 metri) è un cortometraggio, nel quale l'ingegnere Carlo Semenza, progettista della diga, in veste di narratore, illustra le varie fasi di studio, progettazione, e costruzione della diga, dalle prime volate di mina nel 1957 fino a marzo 1960, con l'acqua nel bacino per il primo invaso sperimentale, e la diga alle rifiniture finali con il cantiere in via di smantellamento.

### Testi di approfondimento
- Davide Serpagli, Vajont la Cronistoria, Youcanprint, 2024, ISBN 979-1222708195
- Dott. Ing. Carlo Semenza, La diga del Vajont, in L'Industria Italiana del Cemento, anno XXXI, n. 12, Roma, AITEC, dicembre 1961,  pp. 603-614, ISSN 0019-7637 (WC · ACNP).